# Musina
Musina, in passato nota anche come Messina, è la città più settentrionale della provincia del Limpopo, nel Sudafrica. Sorge nei pressi del fiume Limpopo, che segna il confine con lo Zimbabwe. La sua popolazione è di circa 25 000 abitanti.

## Storia
Il nome della città deriva da quello della tribù dei Musina, che si insediarono nella zona, sfruttando la presenza di giacimenti di rame. Nel XX secolo nacque un insediamento di coloni europei, anch'essi interessati ai giacimenti; in epoca coloniale il nome "Musina" venne deformato in "Messina". Nel 2003 il nome originario della città fu ripristinato, per rispettare la grafia corretta del nome della tribù e rimuovere l'impronta del passato coloniale.

## Economia
Le attività economiche principali dei dintorni di Musina sono le miniere di ferro, carbone, magnetite, grafite, asbesto, diamanti, rame e pietre preziose.